# Doctor Who Magazine
Doctor Who Magazine (abreviado como DWM) es una revista dedicada a la longeva serie de ciencia ficción británica Doctor Who. Su editor actual es Tom Spilsbury. Está actualmente en el Libro Guinness de los Records como la revista más longeva dedicada a un programa de televisión.

## Historia
Oficialmente aprobada por la BBC, la revista comenzó con el título de Doctor Who Weekly (Doctor Who Semanal) en 1979, publicada por la editorial británica de Marvel Comics. El primer número fue publicado el jueves 11 de octubre con la portada fechada el 17 de octubre, al precio de 12 peniques.
La revista pasó de la periodicidad semanal a la mensual a partir del número 44 en septiembre de 1980, con el título simple de Doctor Who y un precio de 30 peniques. El título cambió a Doctor Who Montly en el número 61 y The Official Doctor Who Magazine en el número 85 en febrero de 1984. Tomó el título The Doctor Who Magazine en el número 99 en abril de 1985, y adquirió el título actual de Doctor Who Magazine en el número 107 en diciembre de 1985. La revista ha seguido publicándose desde entonces hasta la actualidad con ese título, con la excepción del número 397 de junio de 2008 cuando la portada sólo llevaba las palabras Bad Wolf tras la transmisión del episodio de Doctor Who Gira a la izquierda el 21 de junio de 2008. En 1990 la revista comenzó a publicarse una vez cada cuatro semanas (13 veces al año). A pesar de que la BBC canceló la producción de Doctor Who en 1989, la revista continuó siendo publicada, proporcionando nuevas aventuras en forma de cómics. El programa de televisión regresó en 2005, proporcionando una nueva generación de fans que la revista buscaba atraer.
Originalmente dirigida a niños, DWM se ha convertido en una revista más madura explorando aspectos detrás de las cámaras de la serie. Por su longevidad, es vista como fuente de referencia de información oficial y exclusiva, compartiendo una relación muy cercana con el equipo de producción de la BBC. En 2006, sin embargo, perdió la exclusividad cuando BBC Worldwide lanzó su propio cómic, Doctor Who Adventures, dirigido a un público más joven.
DWM es publicada ahora por Panini Comics, que compró el título junto con todo el catálogo de Marvel UK en 1995. Panini ha comenzado a restaurar digitalmente e imprimir cómics antiguos de DWM en forma de tomos. Hasta el momento se han impreso trece volúmenes, dos con las aventuras del Cuarto Doctor, una con las del Quinto, dos con el Sexto, uno con el Séptimo, cuatro con el Octavo, y tres con el Décimo. Panini también ha publicado una edición exclusiva en el formato original de revista de las tiras completas del Noveno Doctor en 2006 y la mayoría de las del Décimo Doctor y Martha Jones en 2008. DWM en el número 426 publicó que la serie había sido postpuesta; finalmente se reanudaría con "The Crimson Hand" en mayo de 2012.
DWM publicó su número 400 en septiembre de 2008, y la publicación celebró su 30 aniversario en octubre de 2009. En abril de 2010, se confirmó en el número 420 que Doctor Who Magazine tenía el récord Guinnes a "La revista más longeva basada en una serie de televisión."
En abril de 2011, Panini Comics lanzó una nueva publicación mensual titulada Doctor Who Insider; aunque hecha en Reino Unido, era para ser publicada en Norteamérica. El 27 de enero de 2012 se anunció el cierre de esta publicación tras nueve números.

## Editores
| Editor          | Duración       | Rango de números | Total |
| --------------- | -------------- | ---------------- | ----- |
| Dez Skinn       | 1979–1980      | 1–22             | 22    |
| Paul Neary      | 1980–1981      | 23–48            | 26    |
| Alan McKenzie   | 1981–1985      | 49–96            | 48    |
| Sheila Cranna   | 1985–1988      | 97 & 107–136     | 31    |
| Cefn Ridout     | 1985           | 98–106           | 9     |
| John Freeman    | 1988–1992      | 137–185          | 49    |
| Gary Russell    | 1992–1995      | 186–222          | 37    |
| Gary Gillatt    | 1995–2000      | 223–254, 256–292 | 69    |
| Sophie Aldred   | 1997           | 255              | 1     |
| Alan Barnes     | 2000–2001      | 293–312          | 20    |
| Clayton Hickman | 2002–2007      | 313–386          | 74    |
| Tom Spilsbury   | 2007–incumbent | 387-incumbent    | 65*   |

* Hasta la actualidad (fecha del número 451)